# Събиране
Събирането е едно от четирите прости математически действия, които са в основата на аритметиката (заедно с изваждане, умножение и деление), и представлява една от основните двоични математически операции (аритметични операции) на два аргумента (термина), резултатът от която е ново число (сума), получено чрез увеличаване на стойността на първия аргумент със стойността на втория аргумент. В писмена форма събирането обикновено се обозначава със знак + (плюс) и така всяка двойка елементи (a, b) от множеството  A се изобразява в елемент c = a + b, като c се нарича сума на a и b. Неговият приоритет в ред на действията е равен на приоритета на изваждане, но по-нисък от този на степенуване, извличане на корен, умножение и деление. 
Обратното действие на събирането е изваждането, а пък умножението на естествени числа може да бъде представено като многократно събиране.

## Наименования

### Събираемо
Тъй като събирането е комутативна операция, т.е. резултатът не зависи от мястото на участниците в нея, всеки участник се нарича еднакво – събираемо.

### Сбор
Резултатът от събирането се нарича сбор или сума.
Пример:    {\displaystyle 31+5=36}   се чете се 31 плюс 5 е (равно на) 36, събираемите са 31 и 5, а пък сбора/сумата е 36.

## Свойства на събирането
Свойствата на събирането са разместително и съдружително.

### Разместително (комутативно) свойство
Разместителното свойство на събирането гласи, че ако изразазите a+b и b+a са тъждествени, т.е. a+b=b+a.

### Съдружително (асоциативно) свойство
Съдружителното свойство на събирането гласи, че са в сила следните тъждества:  a+b+c=(a+b)+c=a+(b+c)=(a+c)+b.